# Actaea austrokoreana
Actaea austrokoreana là một loài thực vật có hoa trong họ Mao lương. Loài này được (H.W.Lee & C.W.Park) Cubey mô tả khoa học đầu tiên năm 2006.